# 程哲 (东魏)
程哲，字子贤，上党长子（今山西省长子县）人，北魏至东魏官员。
程哲兄弟四人，通经学并于四科，善文学达于贾马，擅长弓剑，便骑射，弯弓十石。官至代郡太守，在崇仁乡孝义里去世。清代光绪年间在长治袁家漏村发现《程哲碑》，民国时，此碑移入太原傅公祠。1952年，移置至山西省民俗博物馆的纯阳宫碑廊；2004年程哲碑在山西博物院展出。

## 家族
- 六世祖：程礼，字庆云，晋怀帝永嘉年间，任宁朔将军、魏郡太守、上党太守，生七子
  - 五世伯祖：程荫，程礼长子，后赵太和七年，任北中郎将、玄氏令
  - 五世祖：程稚，程荫弟，后赵建平中，命凌江将军、白马令、迁魏郡太守，生五子
    - 伯高祖：程𦳄，程稚长子，前燕建兴二年，任驾部郎中、代郡太守、贵乡侯
    - 伯高祖：程景，程稚次子，绝后
    - 伯高祖：程洛，程稚三子，广年中牟二县令
    - 伯高祖：程阳，程稚四子，容城令
    - 高祖：程周，程稚五子，上党太守，慕容超命为功曹，东燕建兴七年，除镇军将军、常山太守
      - 曾祖：程蒲，北魏神瑞三年，命蒲造峰台，都将，除武安令
        - 祖父：程芒，北魏补高都令
          - 父不详
            - 程哲
              - 子：程永，赠陈郡太守

            - 弟：程钵，字洪根，朔州故平北府长史
            - 弟：程蠡，字士琏，故晋阳令
              - 侄：程静光，程蠡子，赠广平太守
              - 侄：程次等，程蠡子，假西河太守

            - 弟：程买，字市略，故高都令
              - 侄：程义，程买子，赠太原太守

        - 叔祖：程信，程芒弟，北魏假魏郡太守
        - 叔祖：程鞞，程芒弟，北魏假赵郡太守
- 六世叔祖：程暇，程礼弟，赵明帝石勒建平年间，命司徒公